# Oulad Hamdane
Oulad Hamdane  (in arabo أولاد حمدان‎?) è un centro abitato e comune rurale del Marocco situato nella provincia di El Jadida, regione di Casablanca-Settat. Conta una popolazione di 11 577 abitanti (censimento 2014).